# 贝默斯海姆
贝默斯海姆是德国莱茵兰-普法尔茨州的一个市镇。总面积2.32平方公里，总人口322人，其中男性162人，女性160人（2011年12月31日），人口密度139人/平方公里。